# Jódar (kommunhuvudort)
Jódar är en kommunhuvudort i Spanien.   Den ligger i provinsen Provincia de Jaén och regionen Andalusien, i den södra delen av landet, 290 km söder om huvudstaden Madrid. Jódar ligger 648 meter över havet och antalet invånare är 12 157.
Terrängen runt Jódar är kuperad, och sluttar norrut. Runt Jódar är det ganska glesbefolkat, med 36 invånare per kvadratkilometer. Närmaste större samhälle är Úbeda, 19,2 km norr om Jódar. 